# Côtes-du-jura
Le côtes-du-jura est un vin d'appellation d'origine contrôlée produit dans le vignoble du Jura.
L'appellation est la plus étendue des cinq appellations jurassiennes géographiques, les quatre autres étant l'AOC château-chalon, l'AOC arbois et arbois-pupillin, l'AOC l'étoile et l'IGP coteaux-de-l'ain revermont.
L'appellation couvre 105 communes sur une superficie totale de 672 hectares (soit un tiers du vignoble du Jura). Elle s'étend du nord au sud du vignoble, ce qui lui confère un grand nombre de contrastes de terroirs, et produit toute une gamme de types de vins : surtout du blanc (dont le vin jaune), mais aussi du vin de paille, du rouge et du rosé.
La production de blanc a représenté approximativement 72 % du total ces dernières années, le rouge 24 %, le vin de paille 3 % et le rosé 1 %. Le vin jaune ne faisant pas l'objet d'une appellation spécifique au sein des côtes-du-jura, leur production n'est pas rapportée par le service des Douanes.
Le nom de l'appellation peut être complété par les mentions « vin de paille » ou « vin jaune ».

## Histoire
L'appellation côtes-du-jura a été créée par le décret du 31 juillet 1937 ; elle concernait alors une soixantaine de communes. Le cahier des charges a été dernièrement modifié en octobre 2009, en septembre 2011 et en septembre 2022.

## Vignoble
Selon les Douanes, la superficie revendiquée en 2023 sous l'appellation côtes-du-jura est de 672,3 hectares, dont 472,45 ha pour du blanc, 177,58 ha pour du rouge,19,31 ha pour du vin de paille et 2,96 ha pour du rosé. En 2008, la surface totale était de 640 ha.

### Aire d'appellation
La production est autorisée sur les communes suivantes (toutes celles du vignoble du Jura) : Abergement-le-Grand, Abergement-le-Petit, Aiglepierre, Arbois, Arlay, Les Arsures, Augea, Aumont, Balanod, Baume-les-Messieurs, Beaufort-Orbagna, Bersaillin, Blois-sur-Seille, Brainans, Buvilly, Cesancey, La Chailleuse (uniquement pour la partie correspondant au territoire de l'ancienne commune de Saint-Laurent-la-Roche), Champagne-sur-Loue, La Chapelle-sur-Furieuse, Château-Chalon, Chevreaux, Chille, Chilly-le-Vignoble, Conliège, Courbouzon, Cousance, Cramans, Cuisia, Darbonnay, Digna, Domblans, L'Étoile, Frébuans, Frontenay, Gevingey, Gizia, Grange-de-Vaivre, Grozon, Ladoye-sur-Seille, Lavigny, Lons-le-Saunier, Le Louverot, Macornay, Mantry, Marnoz, Mathenay, Maynal, Menétru-le-Vignoble, Mesnay, Messia-sur-Sorne, Miéry, Moiron, Molamboz, Monay, Montagna-le-Reconduit, Montaigu, Montain, Montholier, Montigny-lès-Arsures, Montmorot, Mouchard, Nevy-sur-Seille, Pagnoz, Pannessières, Passenans, Perrigny, Le Pin, Plainoiseau, Les Planches-près-Arbois, Poligny, Port-Lesney, Pretin, Pupillin, Quintigny, Revigny, Rotalier, Ruffey-sur-Seille, Saint-Amour, Saint-Cyr-Montmalin, Saint-Didier, Saint-Lamain, Saint-Lothain, Sainte-Agnès, Salins-les-Bains, Sellières, Toulouse-le-Château, Tourmont, Trenal (uniquement pour la partie correspondant au territoire de l'ancienne commune de Trenal), Les Trois-Châteaux, Vadans, Val-Sonnette (uniquement pour la partie correspondant aux territoires des anciennes communes de Grusse, Vercia et Vincelles), Vaux-sur-Poligny, Vernantois, Le Vernois, Villeneuve-sous-Pymont, Villette-lès-Arbois et Voiteur.

### Orographie et géologie
La zone de l’appellation côtes-du-jura appartient à la région naturelle du Revermont limitée à l’est, par le premier plateau calcaire du massif jurassien et à l’ouest, par la bordure orientale du fossé bressan.
Le vignoble est présent sur une bande de 80 kilomètres de long et de 2 à 5 kilomètres de large, principalement exposé à l’ouest, entre 300 mètres et 450 mètres d’altitude. Le relief principal, rectiligne, correspond au rebord du premier plateau jurassien, géologiquement constitué d'une assise de calcaire dur du Jurassique moyen dominant une épaisse série de marnes et argiles du Trias et du Lias. Les collines sont des fragments arrachés au plateau et charriés au front de failles chevauchantes. La résistance du calcaire à l’érosion leur a permis de rester en relief alors que les dépressions ont un sous-sol marneux.
L’essentiel des parcelles délimitées pour la récolte des raisins occupe soit le versant et sa base, sous la corniche boisée du plateau, soit les versants les mieux exposés de collines du piémont, le calcaire étant partout présent, ce qui est favorable à la vigne, et en particulier aux cépages jurassiens. Sur les coteaux adossés au plateau calcaire, les sols sont plus complexes, mêlant marnes, argiles et éboulis calcaires.

### Climatologie
La zone géographique bénéficie d’un climat océanique frais et fortement arrosé, marqué par des influences continentales, avec une grande amplitude des températures, autour d'une moyenne de 10,5°C, avec des étés chauds et humides, et des automnes relativement secs et venteux. Les précipitations annuelles dépassent 1 000 millimètres, réparties sur l'année. Les automnes apparaissent cependant relativement secs et venteux. 

### Encépagement
Les côtes-du-jura blancs peuvent être produits avec les cépages suivants :
- comme cépages principaux (minimum 80 % de l'encépagement) le chardonnay B[N 1] et le savagnin B ;
- comme cépages accessoires (moins de 5 % de l'encépagement) le pinot noir N, le poulsard N (appelé localement ploussard) et le trousseau N.
- L'aligoté B, le chenin B, l'enfariné N, le gringet B, la marsanne B, la roussanne B et le sacy B peuvent être autorisés, sous réserve d'un accord de l'INAO et du CIVJ (le Comité interprofessionnel des vins du Jura).

Pour les côtes-du-jura rouges et rosés :
- comme cépages principaux (minimum 80 % de l'encépagement), le pinot noir N, le poulsard N et/ou le trousseau N ;
- cépages accessoires le chardonnay B et le savagnin B ;
- les cépages béclan N, enfariné N, franc noir de la Haute-Saône N et gamay N sont utilisables, sous réserve.

Pour les côtes-du-jura avec la mention « vin de paille », sont autorisés le chardonnay B, le poulsard N, le savagnin B et trousseau N.
Pour les côtes-du-jura avec la mention « vin jaune », le cépage est le savagnin B, avec autorisation (sous réserve) d'utiliser aussi de l'enfariné N ou du gringet B.
La proportion des cépages aligoté B, béclan N, chenin B, enfariné N, franc noir de Haute-Saône N, gamay N, gringet B, marsanne B, roussane B, sacy B doit être inférieure ou égale à 5 % de l’encépagement de l’exploitation. 

## Vins
La production déclarée en 2023 a été d'un total de 34 082 hectolitres (un hectolitre = 100 litres = 133 bouteilles de 75 cl), dont 25 822 hl de blanc, 7 914 hl de rouge, 225 hl de vin de paille et 121 hl de rosé. En 2008, la production avait été de 20 540 hectolitres.
Les vins susceptibles de bénéficier de la mention « vin de paille » doivent être récoltés manuellement par tries.
Si le côtes-du-jura rouge ou rosé doit avoir un titre alcoométrique volumique naturel minimum de 10 %, le blanc (y compris le vin jaune) doit en avoir 10,5 %, tandis que le vin de paille doit être au minimum à 14 % (19 % après passerillage).

### Rendement
Le rendement maximum autorisé par le cahier des charges est de 60 hectolitres par hectare en blanc, 55 en rouge ou rosé et 20 pour les vins de paille ; le rendement butoir est de 78 hl/ha en blanc et de 66 en rouge ou rosé et de 20 pour le vin de paille. Le rendement déclaré en 2023 a été en moyenne de 55 hl/ha en blanc, 45 hl/ha en rouge et 12 hl/ha pour le vin de paille.
Les données de production des années récentes, telles que publiées par la Douane, sont les suivantes :
- pour le blanc

| Année | Superficie (ha) | Production (hl) | Rendement (hl/ha) |
| ----- | --------------- | --------------- | ----------------- |
| 2020  | 426             | 15 886          | 37                |
| 2021  | 549             | 9 166           | 17                |
| 2022  | 461             | 21 884          | 48                |
| 2023  | 472             | 25 823          | 55                |
| 2024  | 454             | 5 300           | 12                |

- pour le rouge :

| Année | Superficie (ha) | Production (hl) | Rendement (hl/ha) |
| ----- | --------------- | --------------- | ----------------- |
| 2020  | 143             | 4 716           | 33                |
| 2021  | 155             | 2 271           | 15                |
| 2022  | 164             | 5 945           | 36                |
| 2023  | 178             | 7 915           | 45                |
| 2024  | 158             | 1 731           | 11                |

- pour le rosé :

| Année | Superficie (ha) | Production (hl) | Rendement (hl/ha) |
| ----- | --------------- | --------------- | ----------------- |
| 2020  | 3               | 103             | 35                |
| 2021  | 4               | 39              | 10                |
| 2022  | 4               | 103             | 26                |
| 2023  | 3               | 121             | 41                |
| 2024  | 3               | 52              | 15                |

- pour le vin de paille (très impacté par les années défavorables météorologiquement, telles que 2021 et 2024) :

| Année | Superficie (ha) | Production (hl) | Rendement (hl/ha) |
| ----- | --------------- | --------------- | ----------------- |
| 2020  | 19              | 248             | 13                |
| 2021  | 46              | 8               | 0,1               |
| 2022  | 8               | 118             | 16                |
| 2023  | 19              | 225             | 12                |
| 2024  | 4               | 26              | 6                 |

### Gastronomie
Le côtes-du jura blanc sec est souvent décrit comme frais ; celui fait avec du chardonnay a une robe jaune pâle, avec un nez minéral (parfois un peu floral ou fruité), tandis que celui issu du savagnin a une robe plus foncée avec des arômes évoquant un peu la noix et le miel. Il est à boire jeune, jusqu'à trois ans ; à servir en accompagnement d'un poisson, ou d'un plats à la crème.
Le rouge varie en fonction du cépage utilisé : le poulsard donnera un vin rubis clair et fruité, le pinot noir plutôt un grenat avec un nez sur les fruits rouges, le trousseau encore plus foncé avec plus de tanins et de notes animales. Il se conservera de trois à cinq ans ; il tiendra compagnie à une viande rouge, à du gibier, ou à du bleu de Gex.
Le vin de paille exprime des arômes de fruits confits (orange, miel ou pruneau). Il se conserve une décennie ; sa douceur conviendra aux apéritifs et aux desserts.
Le vin jaune est un vin blanc sec de couleur dorée soutenue. Il s'agit d'un vin puissant, au nez et au goût intenses, avec une grande longueur en bouche : son « goût de jaune » rappelle les fruits secs (la noix fraîche en particulier), la pomme très mûre, les fruits confits et les épices (curry, cannelle, vanille ou muscade). Il se conserve sans problème durant un demi-siècle, s'accordant notamment avec un coq au vin jaune ou du comté.

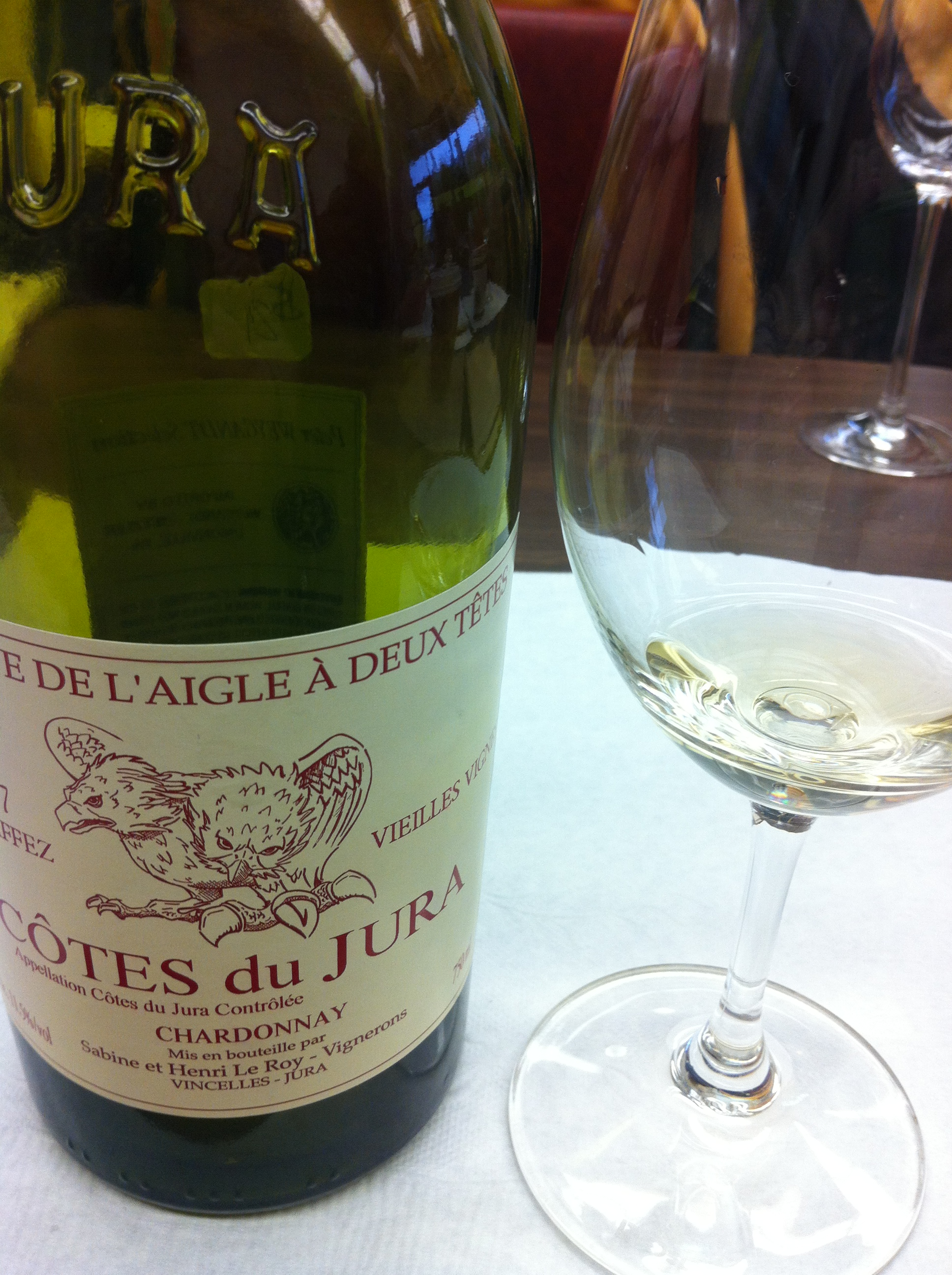
AOC côtes-du-jura, chardonnay.
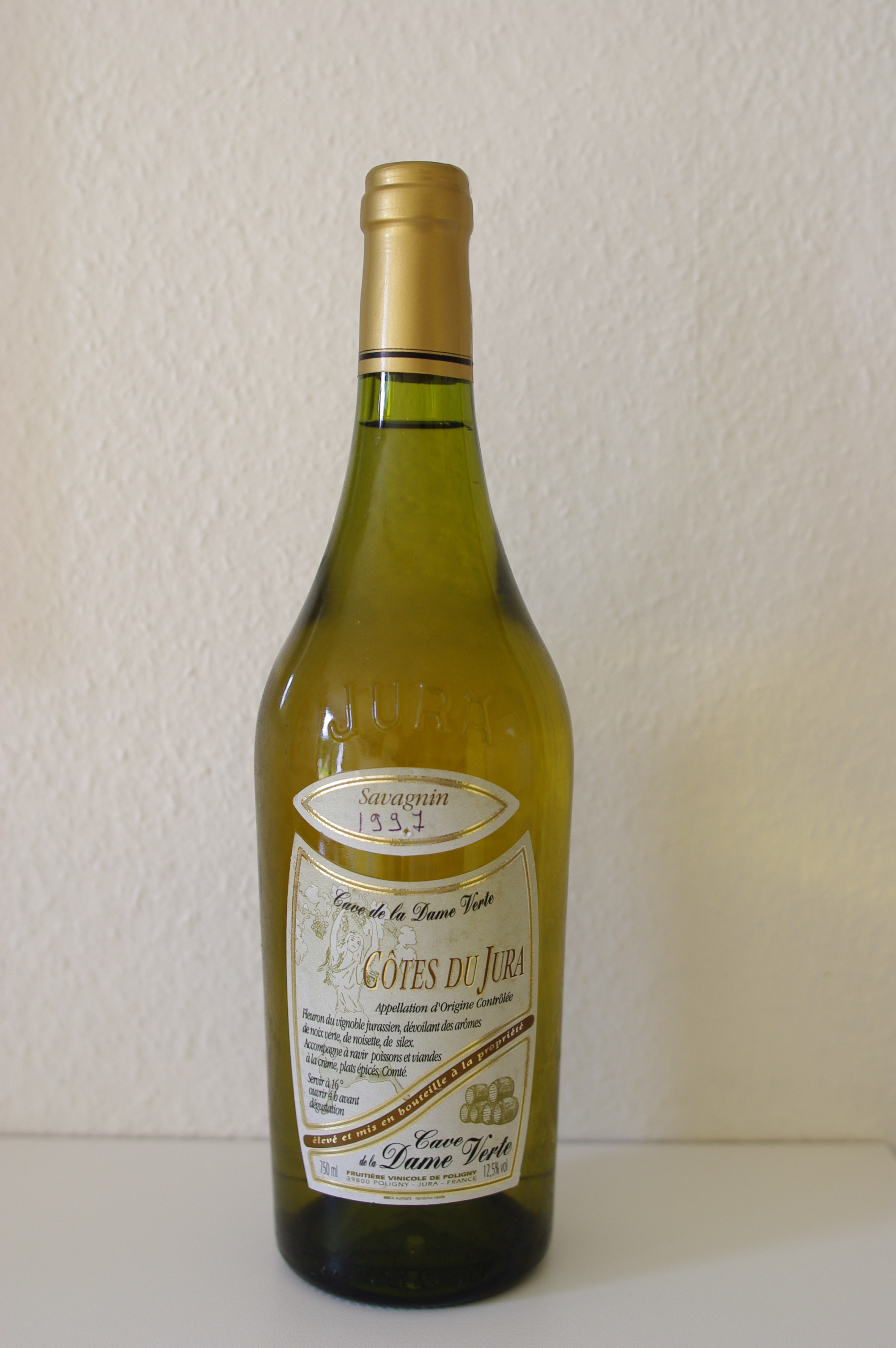
AOC côtes-du-jura 1997, savagnin.